# Bajo las estrellas
Bajo las estrellas is een Spaanse film uit 2007, geregisseerd door Félix Viscarret. De film is gebaseerd op de roman El trompetista del Utopía, geschreven door Fernando Aramburu.

## Verhaal
Trompettist Benito is woedend na het zien van een reportage over een autobom geplaatst door de ETA. In een dronken bui beledigt hij Baskische sympathisanten en wordt in elkaar geslagen. Niet lang daarna pleegt zijn jongere broer Lalo zelfmoord. Benito kiest ervoor zijn muzikale carrière achter zich te laten, en zich te vestigen in zijn geboorteplaats. Benito ontwikkelt een bijzondere band met Nines, de vrouw van Lalo, en staat erop dat Nines en haar dochter Ainara bij hem intrekken.

## Rolverdeling
| Acteur            | Personage   |
| ----------------- | ----------- |
| Alberto San Juan  | Benito      |
| Emma Suárez       | Nines       |
| Julián Villagrán  | Lalo        |
| Violeta Rodríguez | Ainara      |
| Amparo Valle      | Tía Encarna |
| César Vea         | Pistolas    |
| Luz Valdenebro    | Pauli       |
| Paula Soldevila   | Margari     |

## Ontvangst

### Prijzen en nominaties
Een selectie:
| Jaar | Evenement                       | Categorie                  | Genomineerde     | Resultaat   |
| ---- | ------------------------------- | -------------------------- | ---------------- | ----------- |
| 2008 | Premios Goya (22ste uitreiking) | Beste acteur               | Alberto San Juan | Gewonnen    |
| 2008 | Premios Goya (22ste uitreiking) | Beste actrice              | Emma Suárez      | Genomineerd |
| 2008 | Premios Goya (22ste uitreiking) | Beste mannelijke bijrol    | Julián Villagrán | Genomineerd |
| 2008 | Premios Goya (22ste uitreiking) | Beste origineel scenario   | Félix Viscarret  | Gewonnen    |
| 2008 | Premios Goya (22ste uitreiking) | Beste debuterend regisseur | Félix Viscarret  | Genomineerd |
| 2008 | Premios Goya (22ste uitreiking) | Beste camerawerk           | Álvaro Gutiérrez | Genomineerd |
| 2008 | Premios Goya (22ste uitreiking) | Beste filmmuziek           | Mikel Salas      | Genomineerd |